# Ferryboat (album)
Ferryboat è il settimo album in studio del cantautore italiano Pino Daniele, pubblicato nel novembre 1985 dalla EMI Italiana.
Collaborarono Rino Zurzolo, Juan Pablo Torres, Steve Gadd, Larry Nocella, Richard Tee e Paolo Raffone.

## Tracce
Testi e musiche di Pino Daniele.
Lato A
1. Ferryboat – 4:35
2. Bona jurnata – 4:13
3. Sarà – 4:39
4. 'A rrobba mia – 3:55
5. Che ore so' – 4:22

Lato B
1. One – 4:09
2. Amico mio – 4:47
3. Dance of Baia – 4:04
4. 'O tiempo vola – 4:06
5. Quaccosa – 1:18

## Formazione
- Pino Daniele – voce, chitarra
- Ernesto Vitolo – tastiera
- Richard Tee – pianoforte, tastiera
- Rino Zurzolo – basso, contrabbasso
- Steve Gadd – batteria
- Karl Potter – conga
- Mino Cinelu – percussioni
- Paolo Raffone – direttore d'orchestra
- Pasquale Cannavacciuolo, Giuseppe Scarpato – primi violini
- Alessandro Tumolillo, Alberto Vitolo – secondi violini
- Vincenzo Di Ruggiero, Gerardo Morrone – viole
- Antonio Avitabile, Elio Lupi – violoncelli
- Adalberto Lara – tromba
- Juan Pablo Torres – trombone
- Larry Nocella, Gato Barbieri – sassofoni
- Marco Zurzolo – sassofono solista (in Dance of Baia), flauto
- Francesco Parisi – oboe
- Valentina Crimaldi – flauto

## Classifiche

### Classifiche settimanali
| Classifica (1985) | Posizione massima |
| ----------------- | ----------------- |
| Italia            | 6                 |

### Classifiche di fine anno
| Classifica (1985) | Posizione |
| ----------------- | --------- |
| Italia            | 40        |